# Street Sense
Street Sense — американская 16-страничная еженедельная уличная газета, издающаяся в Вашингтоне. Газета сосредоточена на повышении осведомленности общественности по вопросам бездомности и нищеты в городе и создании экономических возможностей для бездомных. Все выпуски газеты посвящены бездомности и бедности, написанные бывшими бездомными, бездомными и другими добровольцами.
«Street Sense» была основана в августе 2003 года двумя волонтерами Лорой Томпсон Озури и Тедом Хэнсоном. Первый выпуск вышел в ноябре 2003 года, тираж которого составил 5 000 экземпляров. В течение следующих трех лет, газета публиковалась ежемесячно и значительно увеличила тираж и сеть продавцов. В течение первого года «Street Sense» действовал в качестве проекта «Национальной Коалиции в поддержку бездомных», но в октябре 2004, она отделилась и переехала в собственный офис. В марте 2005 года «Street Sense» получила статус независимой некоммерческой организацией.
В октябре 2005 году «Street Sense» сформировал полный состав совета директоров, и в ноябре в того же года, организация наняла своего первого сотрудника, сооснователя газеты Лору Томпсон Озури, как полновременного исполнительного директора. Год спустя в ноябре 2006 года, организация наняла свою первую продавщицу.
С февраля 2007 года газета начала издаваться два раза в месяц, когда сеть продавцов расширилась до 50 бездомных мужчин и женщин. С марта 2010 года у газеты есть приблизительно 100 активных продавцов. Каждый продавец платит 0.50 центов за газету, чтобы покрыть расходы на публикацию, и в свою очередь, продает её за 2 доллара. Продавцы зарабатывают около $ 45 долларов в день от продажи газеты.
«Street Sense» — член североамериканской ассоциации уличных газет и Международной сети уличных газет.